# 斯拉季尼亞尼

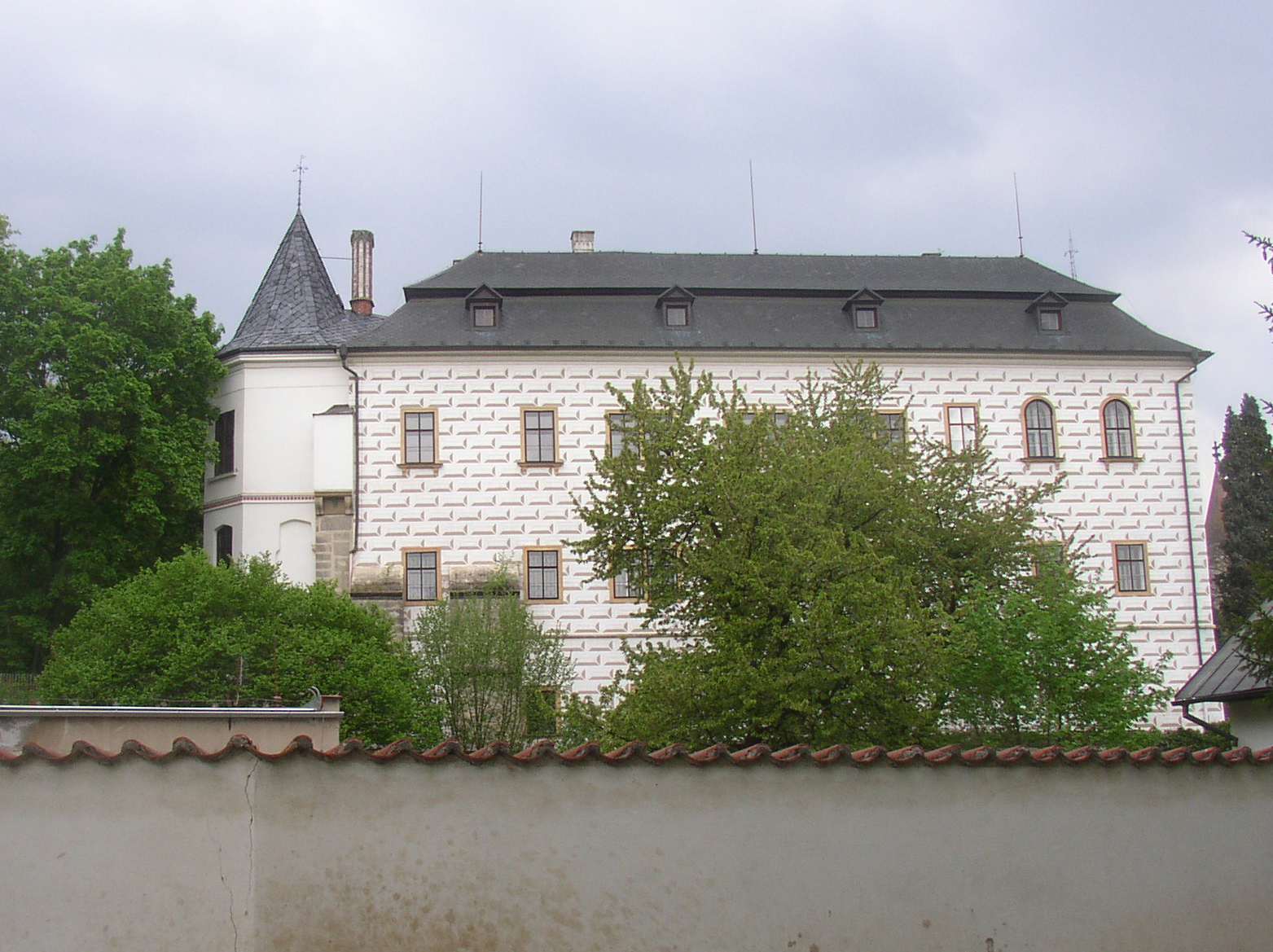

斯拉季尼亞尼是捷克的城鎮，位於該國中部，距離赫魯迪姆4公里，由帕爾杜比采州負責管轄，面積15.60平方公里，海拔高度268米，2014年人口4,185。

## 外部連結
- Municipal website （页面存档备份，存于） (cz)
- Municipal website in English （页面存档备份，存于）